# Cantuaria grandis
Cantuaria grandis är en spindelart som beskrevs av Forster 1968. Cantuaria grandis ingår i släktet Cantuaria och familjen Idiopidae. Inga underarter finns listade.